# Verbandsgemeinde Annweiler am Trifels
La comunità amministrativa di Annweiler am Trifels (Verbandsgemeinde Annweiler am Trifels) si trova nel circondario della Weinstraße Meridionale nella Renania-Palatinato, in Germania.

## Comuni
Fanno parte della comunità amministrativa i seguenti comuni:
| Comune, città               | Sup. (km²) | Abitanti |
| --------------------------- | ---------- | -------- |
| Albersweiler                | 10,85      | 1 983    |
| Annweiler am Trifels, Stadt | 39,88      | 7 099    |
| Dernbach                    | 3,86       | 438      |
| Eußerthal                   | 12,52      | 881      |
| Gossersweiler-Stein         | 8,60       | 1 411    |
| Münchweiler am Klingbach    | 2,14       | 213      |
| Ramberg                     | 7,75       | 960      |
| Rinnthal                    | 13,81      | 679      |
| Silz                        | 8,51       | 714      |
| Völkersweiler               | 4,10       | 577      |
| Waldhambach                 | 3,92       | 366      |
| Waldrohrbach                | 5,90       | 396      |
| Wernersberg                 | 8,03       | 1 095    |
| Totale                      | 129,86     | 16 812   |

(Abitanti al 31 dicembre 2021)